# NGC 833
NGC 833 (другие обозначения — MCG -2-6-30, ARP 318, HCG 16B, PGC 8225) — галактика в созвездии Кит.
Этот объект входит в число перечисленных в оригинальной редакции «Нового общего каталога».
В NGC 833, также как и NGC 835, есть скрытое активное ядро. Ядра обеих галактик меняют свою яркость с периодом от несколько месяцев до лет, и возможно, переменность вызвана изменением скорости аккреции.
Галактика NGC 833 входит в состав группы галактик NGC 835. Помимо NGC 833 в группу также входят NGC 835, NGC 838, NGC 839, NGC 848, NGC 873 и MGC -2-6-19.